# Sosna błotna
Sosna błotna (Pinus mugo nothosubsp. rotundata (Link) Janchen & Neumayer 1942) – drzewo iglaste, mieszaniec dwóch podgatunków sosny górskiej Pinus mugo subsp. mugo i P. mugo subsp. uncinata. Czasem traktowana jako osobny gatunek, w tym pod nazwą P. rotundata Link czy w starszych pracach europejskich P. uliginosa G.E. Neumann ex Wimmer.

## Rozmieszczenie geograficzne
Występuje głównie w Alpach i północnych Karpatach. Niewielkie populacje rosną w Pirenejach. W Polsce występuje w Karpatach, Sudetach (Góry Stołowe, Góry Bystrzyckie) oraz Borach Dolnośląskich w rezerwacie przyrody „Torfowisko pod Węglińcem”.

## Morfologia
PokrójForma krzaczasta do drzewiastej, osiąga 3–10(15) m wysokości.
LiścieUlistnienie podobne do subsp. mugo.
SzyszkiPośrednie między subsp. mugo i subsp. uncinata. Tarczki łusek wypukłe, z niewyraźnie zagiętym wyrostkiem.

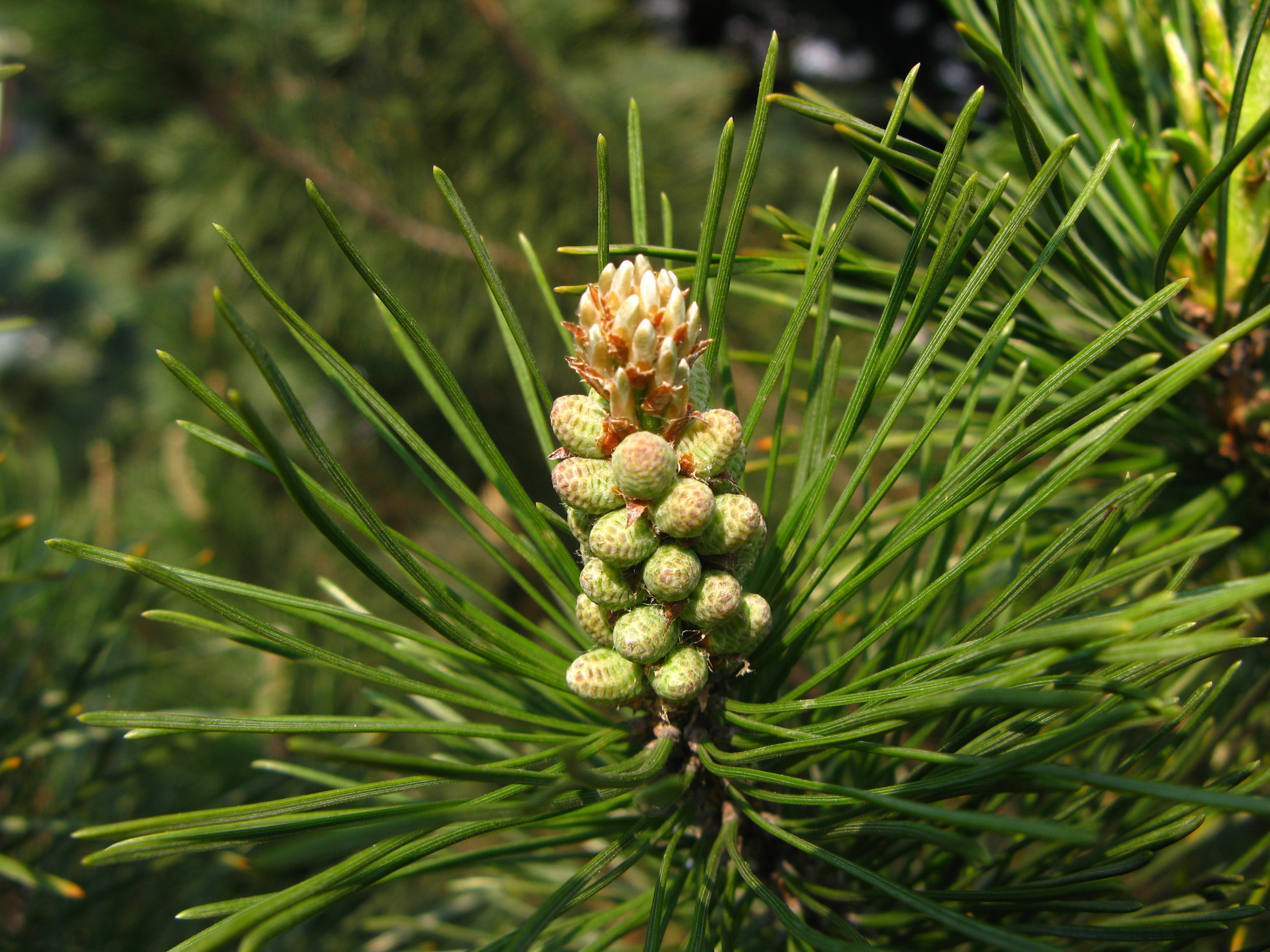
Kwiaty męskie
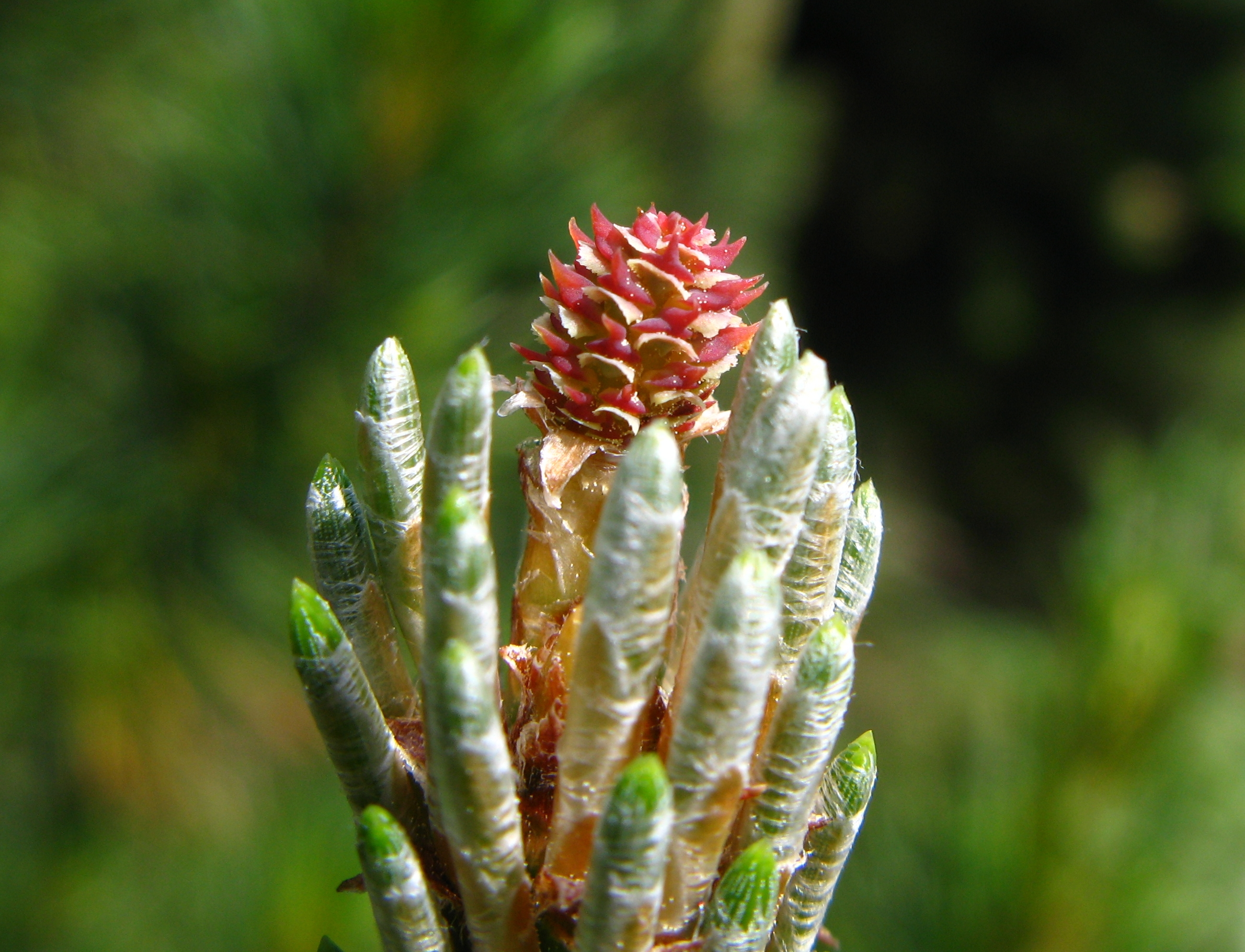
Młoda szyszka (kwiat żeński)
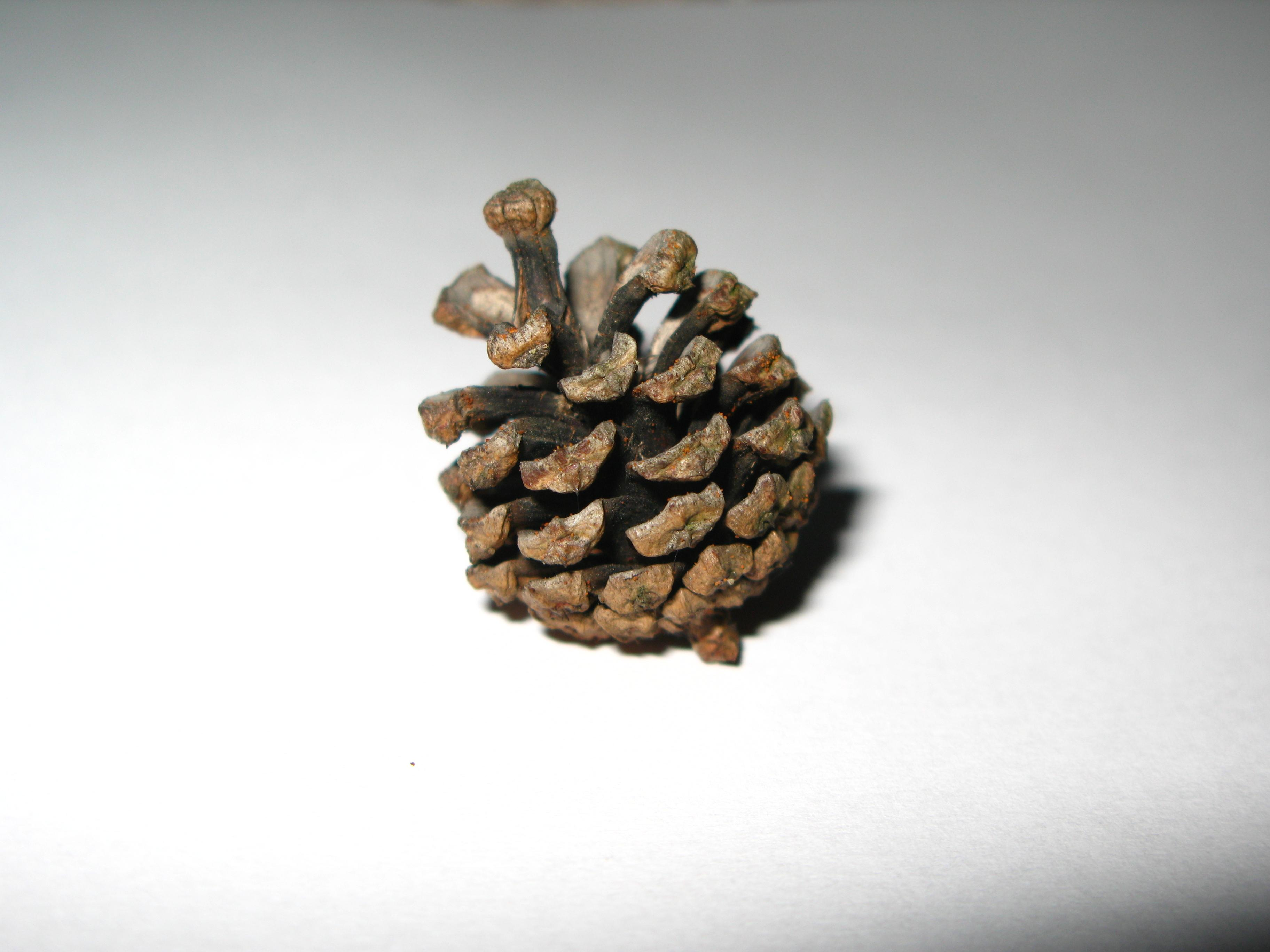
Szyszka
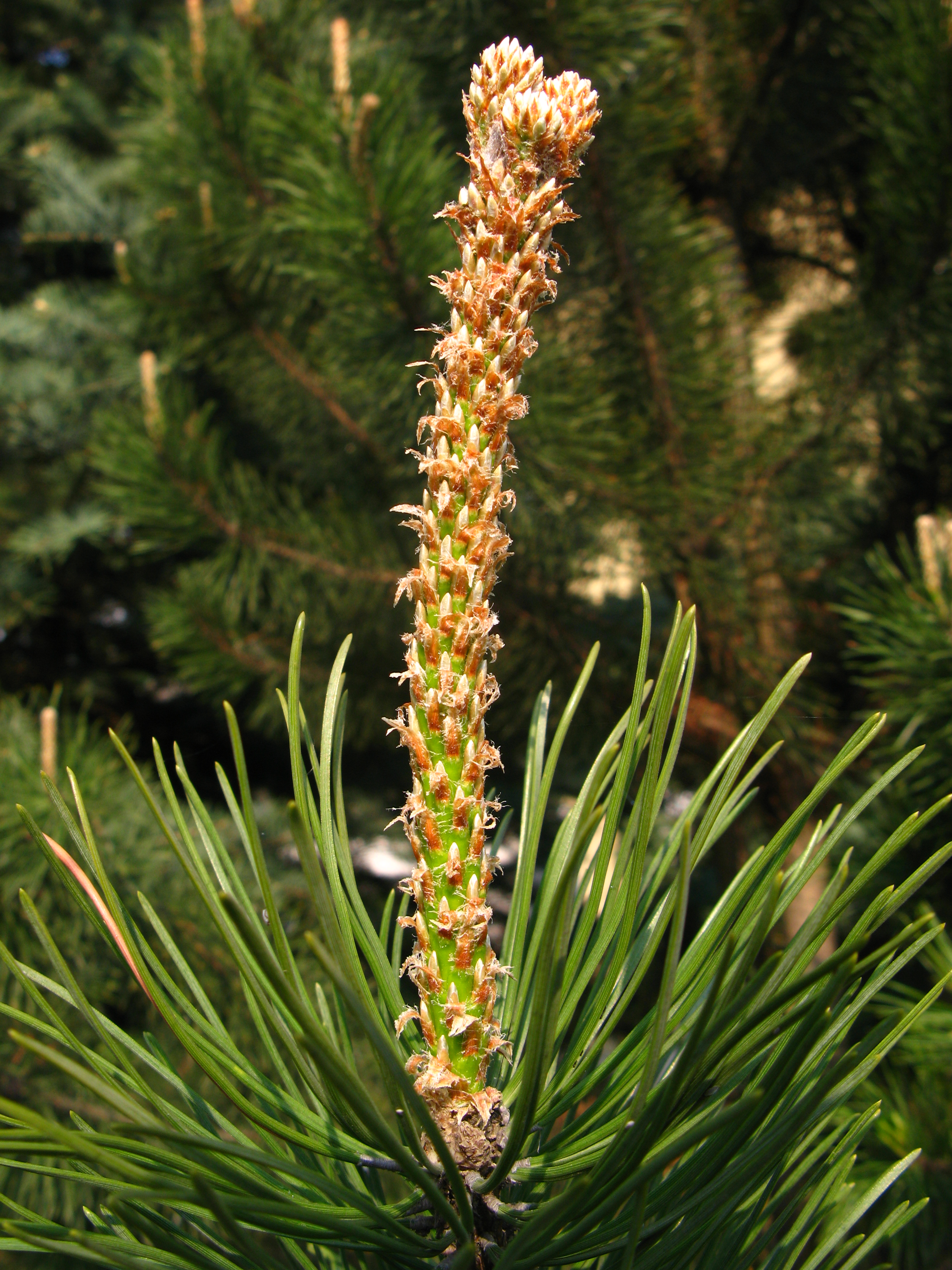
Młody pęd

## Ekologia
Rośnie na wysokościach 1000–2300 m n.p.m. Na północnym wschodzie zasięgu występuje na siedliskach torfowiskowych, schodząc do wysokości 200 m n.p.m.

## Zagrożenie i ochrona
W Polsce gatunek znajduje się pod ścisłą ochroną na mocy Rozporządzenia Ministra Środowiska z dnia 5 stycznia 2012 r. w sprawie ochrony gatunkowej roślin (Dz. U. z dn. 20 stycznia 2012 r., poz. 81).
Międzynarodowa Unia Ochrony Przyrody uznała ten takson (w randze podgatunku  Pinus mugo ssp. rotundata) za zagrożony i nadała kategorię zagrożenia EN.